# Allan Simonsen (voetballer)
Allan Simonsen (Vejle, 15 december 1952) is een Deens voormalig profvoetballer. Hij speelde als aanvallende middenvelder.

## Clubcarrière
Simonsen begon zijn profloopbaan bij Vejle BK in 1968. Zijn succesvolste periode kende Simonsen bij Borussia Mönchengladbach (1972-1979) met drie landstitels (1975, 1976, 1977) en tweemaal de UEFA Cup (1975, 1979). Hij scoorde in 1979 in de finale tegen Rode Ster Belgrado. In 1977 speelde Simonsen met Borussia Mönchengladbach de finale van de Europa Cup I. Ondanks een doelpunt van de Deen werd met 3-1 verloren van Liverpool FC. Simonsen speelde van 1979 tot 1982 bij FC Barcelona. Hij kwam in 1979 als vervanger van de Nederlander Johan Neeskens en de Deen was de eerste Scandinaviër in de geschiedenis van de Catalaanse club. Na de winst van de Copa del Rey in 1981, won Simonsen in 1982 won met Barça de Europa Cup II door in de finale met 2-1 te winnen van Standard Luik. Hij scoorde in de finale en Simonsen werd hierdoor de enige speler die scoorde in de finales van alle Europa Cups. Na de komst van de Argentijn Diego Maradona in 1982 verliet Simonsen FC Barcelona en hij tekende bij Charlton Athletic. In 1983 keerde de middenvelder terug bij Vejle BK, waar Simonsen in 1989 zijn profloopbaan beëindigde.

## Interlandcarrière
Simonsen speelde 55 interlands voor het Deens nationaal elftal, waarin hij 21 doelpunten maakte. De middenvelder speelde met zijn vaderland op het wereldkampioenschap 1986 in Mexico, en bij de Olympische Spelen 1972.
| Interlands van Allan Simonsen voor Denemarken | Interlands van Allan Simonsen voor Denemarken | Interlands van Allan Simonsen voor Denemarken | Interlands van Allan Simonsen voor Denemarken | Interlands van Allan Simonsen voor Denemarken | Interlands van Allan Simonsen voor Denemarken |
| №                                             | Datum                                         | Wedstrijd                                     | Uitslag                                       | Competitie                                    | Goals                                         |
| Als speler van Vejle BK                       | Als speler van Vejle BK                       | Als speler van Vejle BK                       | Als speler van Vejle BK                       | Als speler van Vejle BK                       | Als speler van Vejle BK                       |
| --------------------------------------------- | --------------------------------------------- | --------------------------------------------- | --------------------------------------------- | --------------------------------------------- | --------------------------------------------- |
| 1                                             | 3 juli 1972                                   | IJsland – Denemarken                          | 2 – 5                                         | Oefeninterland                                | Goal · Goal                                   |
| 2                                             | 16 augustus 1972                              | Denemarken – Mexico                           | 3 – 0                                         | Oefeninterland                                |                                               |
| 3                                             | 27 augustus 1972                              | Brazilië – Denemarken                         | 2 – 3                                         | Olympische Spelen                             | Goal · Goal                                   |
| 4                                             | 29 augustus 1972                              | Denemarken – Iran                             | 4 – 0                                         | Olympische Spelen                             | Goal                                          |
| 5                                             | 31 augustus 1972                              | Denemarken – Hongarije                        | 0 – 2                                         | Olympische Spelen                             |                                               |
| 6                                             | 3 september 1972                              | Denemarken – Polen                            | 1 – 1                                         | Olympische Spelen                             |                                               |
| 7                                             | 5 september 1972                              | Denemarken – Marokko                          | 3 – 1                                         | Olympische Spelen                             |                                               |
| 8                                             | 8 september 1972                              | Denemarken – Sovjet-Unie                      | 0 – 4                                         | Olympische Spelen                             |                                               |
| 9                                             | 4 oktober 1972                                | Denemarken – Zwitserland                      | 1 – 1                                         | Oefeninterland                                |                                               |
| Als speler van Borussia Mönchengladbach       |                                               |                                               |                                               |                                               |                                               |
| 10                                            | 3 september 1974                              | Denemarken – Indonesië                        | 9 – 0                                         | Oefeninterland                                | Goal                                          |
| 11                                            | 25 september 1974                             | Denemarken – Spanje                           | 1 – 2                                         | EK-kwalificatie                               |                                               |
| 12                                            | 3 september 1975                              | Denemarken – Schotland                        | 0 – 1                                         | EK-kwalificatie                               |                                               |
| 13                                            | 23 mei 1976                                   | Cyprus – Denemarken                           | 1 – 5                                         | WK-kwalificatie                               | Goal                                          |
| 14                                            | 17 november 1976                              | Portugal – Denemarken                         | 1 – 0                                         | WK-kwalificatie                               |                                               |
| 15                                            | 1 mei 1977                                    | Denemarken – Polen                            | 1 – 2                                         | WK-kwalificatie                               | Goal                                          |
| 16                                            | 15 juni 1977                                  | Denemarken – Zweden                           | 2 – 1                                         | Nordic Cup                                    | Goal                                          |
| 17                                            | 20 september 1978                             | Denemarken – Engeland                         | 3 – 4                                         | EK-kwalificatie                               | Goal                                          |
| 18                                            | 2 mei 1979                                    | Ierland – Denemarken                          | 2 – 0                                         | EK-kwalificatie                               |                                               |
| 19                                            | 6 juni 1979                                   | Denemarken – Noord-Ierland                    | 4 – 0                                         | EK-kwalificatie                               | Goal                                          |
| Als speler van FC Barcelona                   |                                               |                                               |                                               |                                               |                                               |
| 20                                            | 12 september 1979                             | Engeland – Denemarken                         | 1 – 0                                         | EK-kwalificatie                               |                                               |
| 21                                            | 31 oktober 1979                               | Bulgarije – Denemarken                        | 3 – 0                                         | EK-kwalificatie                               |                                               |
| 22                                            | 7 mei 1980                                    | Zweden – Denemarken                           | 0 – 1                                         | Nordic Cup                                    |                                               |
| 23                                            | 21 mei 1980                                   | Denemarken – Spanje                           | 2 – 2                                         | Oefeninterland                                | Goal                                          |
| 24                                            | 4 juni 1980                                   | Denemarken – Noorwegen                        | 3 – 1                                         | Nordic Cup                                    |                                               |
| 25                                            | 15 oktober 1980                               | Denemarken – Griekenland                      | 0 – 1                                         | WK-kwalificatie                               |                                               |
| 26                                            | 19 november 1980                              | Denemarken – Luxemburg                        | 4 – 0                                         | WK-kwalificatie                               |                                               |
| 27                                            | 15 april 1981                                 | Denemarken – Roemenië                         | 2 – 1                                         | Oefeninterland                                | Goal                                          |
| 28                                            | 1 mei 1981                                    | Luxemburg – Denemarken                        | 1 – 2                                         | WK-kwalificatie                               | Goal                                          |
| 29                                            | 3 juni 1981                                   | Denemarken – Italië                           | 3 – 1                                         | WK-kwalificatie                               |                                               |
| 30                                            | 26 augustus 1981                              | Denemarken – IJsland                          | 3 – 0                                         | Oefeninterland                                | Goal · Goal                                   |
| 31                                            | 9 september 1981                              | Denemarken – Joegoslavië                      | 1 – 2                                         | WK-kwalificatie                               |                                               |
| 32                                            | 23 september 1981                             | Denemarken – Noorwegen                        | 2 – 1                                         | Nordic Cup                                    |                                               |
| 33                                            | 14 oktober 1981                               | Griekenland – Denemarken                      | 2 – 3                                         | WK-kwalificatie                               |                                               |
| 34                                            | 11 augustus 1982                              | Denemarken – Finland                          | 3 – 2                                         | Nordic Cup                                    |                                               |
| Als speler van Vejle BK                       |                                               |                                               |                                               |                                               |                                               |
| 35                                            | 27 april 1983                                 | Denemarken – Griekenland                      | 1 – 0                                         | EK-kwalificatie                               |                                               |
| 36                                            | 1 juni 1983                                   | Denemarken – Hongarije                        | 3 – 1                                         | EK-kwalificatie                               | Goal                                          |
| 37                                            | 7 september 1983                              | Denemarken – Frankrijk                        | 3 – 1                                         | Oefeninterland                                |                                               |
| 38                                            | 21 september 1983                             | Engeland – Denemarken                         | 0 – 1                                         | EK-kwalificatie                               | Goal                                          |
| 39                                            | 12 oktober 1983                               | Denemarken – Luxemburg                        | 6 – 0                                         | EK-kwalificatie                               | Goal                                          |
| 40                                            | 26 oktober 1983                               | Hongarije – Denemarken                        | 1 – 0                                         | EK-kwalificatie                               |                                               |
| 41                                            | 16 november 1983                              | Griekenland – Denemarken                      | 0 – 2                                         | EK-kwalificatie                               | Goal                                          |
| 42                                            | 14 maart 1984                                 | Nederland – Denemarken                        | 6 – 0                                         | Oefeninterland                                |                                               |
| 43                                            | 11 april 1984                                 | Spanje – Denemarken                           | 2 – 1                                         | Oefeninterland                                |                                               |
| 44                                            | 16 mei 1984                                   | TCH – Denemarken                              | 1 – 0                                         | Oefeninterland                                |                                               |
| 45                                            | 6 juni 1984                                   | Zweden – Denemarken                           | 0 – 1                                         | Oefeninterland                                |                                               |
| 46                                            | 8 juni 1984                                   | Denemarken – Bulgarije                        | 1 – 1                                         | Oefeninterland                                |                                               |
| 47                                            | 12 juni 1984                                  | Frankrijk – Denemarken                        | 1 – 0                                         | EK-eindronde                                  |                                               |
| 48                                            | 27 januari 1985                               | Honduras – Denemarken                         | 1 – 0                                         | Oefeninterland                                |                                               |
| 49                                            | 8 mei 1985                                    | Denemarken – Duitse Democratische Republiek   | 4 – 1                                         | Oefeninterland                                |                                               |
| 50                                            | 11 september 1985                             | Denemarken – Zweden                           | 0 – 3                                         | Oefeninterland                                |                                               |
| 51                                            | 9 oktober 1985                                | Denemarken – Zwitserland                      | 0 – 0                                         | WK-kwalificatie                               |                                               |
| 52                                            | 26 maart 1986                                 | Noord-Ierland – Denemarken                    | 1 – 1                                         | Oefeninterland                                |                                               |
| 53                                            | 9 april 1986                                  | Bulgarije – Denemarken                        | 3 – 0                                         | Oefeninterland                                |                                               |
| 54                                            | 13 juni 1986                                  | Denemarken – West-Duitsland                   | 2 – 0                                         | WK-eindronde                                  |                                               |
| 55                                            | 24 september 1986                             | Denemarken – West-Duitsland                   | 0 – 2                                         | Oefeninterland                                |                                               |

## Persoonlijke prijzen
In 1977 werd Simonsen verkozen tot Europees voetballer van het jaar.

## Trainerscarrière
In het seizoen 1990/1991 was Simonsen werkzaam als trainer bij Vejle BK. Later was hij nog bondscoach van de Faeröer (1994-2001) en Luxemburg (2001-2004). Hij had het groothertogdom in totaal 27 duels onder zijn hoede en wist geen enkele overwinning te behalen; Luxemburg kwam onder zijn leiding niet verder dan vier gelijke spelen. Simonsen was succesvoller met de Faeröer: in de 52 duels onder zijn leiding won de selectie acht keer, speelde het zeven keer gelijk en werd 27 keer verloren.
| Interlands Faeröer onder leiding van Allan Simonsen | Interlands Faeröer onder leiding van Allan Simonsen | Interlands Faeröer onder leiding van Allan Simonsen | Interlands Faeröer onder leiding van Allan Simonsen | Interlands Faeröer onder leiding van Allan Simonsen | Interlands Faeröer onder leiding van Allan Simonsen |
| №                                                   | Datum                                               | Wedstrijd                                           | Uitslag                                             | Competitie                                          |                                                     |
| --------------------------------------------------- | --------------------------------------------------- | --------------------------------------------------- | --------------------------------------------------- | --------------------------------------------------- | --------------------------------------------------- |
| 1                                                   | 07.09.1994                                          | Faeröer – Griekenland                               | 1 – 5                                               | EK-kwalificatie                                     |                                                     |
| 2                                                   | 12.10.1994                                          | Schotland – Faeröer                                 | 5 – 1                                               | EK-kwalificatie                                     |                                                     |
| 3                                                   | 16.11.1994                                          | Finland – Faeröer                                   | 5 – 0                                               | EK-kwalificatie                                     |                                                     |
| 4                                                   | 26.04.1995                                          | Faeröer – Finland                                   | 0 – 4                                               | EK-kwalificatie                                     |                                                     |
| 5                                                   | 06.05.1995                                          | Rusland – Faeröer                                   | 3 – 0                                               | EK-kwalificatie                                     |                                                     |
| 6                                                   | 25.05.1995                                          | Faeröer – San Marino                                | 3 – 0                                               | EK-kwalificatie                                     |                                                     |
| 7                                                   | 07.06.1995                                          | Faeröer – Schotland                                 | 0 – 2                                               | EK-kwalificatie                                     |                                                     |
| 8                                                   | 02.07.1995                                          | IJsland – Faeröer                                   | 2 – 0                                               | Oefeninterland                                      |                                                     |
| 9                                                   | 06.09.1995                                          | Faeröer – Rusland                                   | 2 – 5                                               | EK-kwalificatie                                     |                                                     |
| 10                                                  | 11.10.1995                                          | San Marino – Faeröer                                | 1 – 3                                               | EK-kwalificatie                                     |                                                     |
| 11                                                  | 15.11.1995                                          | Griekenland – Faeröer                               | 5 – 0                                               | EK-kwalificatie                                     |                                                     |
| 38                                                  | 24.02.1996                                          | Estland – Faeröer                                   | 2 – 2                                               | Oefeninterland                                      |                                                     |
| 39                                                  | 27.02.1996                                          | Azerbeidzjan – Faeröer                              | 3 – 0                                               | Oefeninterland                                      |                                                     |
| 40                                                  | 24.04.1996                                          | Joegoslavië – Faeröer                               | 3 – 1                                               | WK-kwalificatie                                     |                                                     |
| 41                                                  | 31.08.1996                                          | Faeröer – Slowakije                                 | 1 – 2                                               | WK-kwalificatie                                     |                                                     |
| 42                                                  | 04.09.1996                                          | Faeröer – Spanje                                    | 2 – 6                                               | WK-kwalificatie                                     |                                                     |
| 43                                                  | 06.10.1996                                          | Faeröer – Joegoslavië                               | 1 – 8                                               | WK-kwalificatie                                     |                                                     |
| 44                                                  | 23.10.1996                                          | Slowakije – Faeröer                                 | 3 – 0                                               | WK-kwalificatie                                     |                                                     |
| 45                                                  | 30.04.1997                                          | Malta – Faeröer                                     | 1 – 2                                               | WK-kwalificatie                                     |                                                     |
| 46                                                  | 08.06.1997                                          | Faeröer – Malta                                     | 2 – 1                                               | WK-kwalificatie                                     |                                                     |
| 47                                                  | 27.07.1997                                          | IJsland – Faeröer                                   | 1 – 0                                               | Oefeninterland                                      |                                                     |
| 48                                                  | 06.08.1997                                          | Estland – Faeröer                                   | 0 – 2                                               | Oefeninterland                                      |                                                     |
| 49                                                  | 20.08.1997                                          | Tsjechië – Faeröer                                  | 2 – 0                                               | WK-kwalificatie                                     |                                                     |
| 50                                                  | 06.09.1997                                          | Faeröer – Tsjechië                                  | 0 – 2                                               | WK-kwalificatie                                     |                                                     |
| 51                                                  | 11.10.1997                                          | Spanje – Faeröer                                    | 3 – 1                                               | WK-kwalificatie                                     |                                                     |
| 52                                                  | 04.06.1998                                          | Estland – Faeröer                                   | 5 – 0                                               | EK-kwalificatie                                     |                                                     |
| 53                                                  | 19.08.1998                                          | Bosnië en Her. – Faeröer                            | 1 – 0                                               | EK-kwalificatie                                     |                                                     |
| 54                                                  | 06.09.1998                                          | Faeröer – Tsjechië                                  | 0 – 1                                               | EK-kwalificatie                                     |                                                     |
| 55                                                  | 10.10.1998                                          | Litouwen – Faeröer                                  | 0 – 0                                               | EK-kwalificatie                                     |                                                     |
| 56                                                  | 14.10.1998                                          | Schotland – Faeröer                                 | 2 – 1                                               | EK-kwalificatie                                     |                                                     |
| 57                                                  | 03.03.1999                                          | Andorra – Faeröer                                   | 0 – 0                                               | Oefeninterland                                      |                                                     |
| 58                                                  | 05.06.1999                                          | Faeröer – Schotland                                 | 1 – 1                                               | EK-kwalificatie                                     |                                                     |
| 59                                                  | 09.06.1999                                          | Faeröer – Bosnië en Herz.                           | 2 – 2                                               | EK-kwalificatie                                     |                                                     |
| 60                                                  | 18.08.1999                                          | Faeröer – IJsland                                   | 0 – 1                                               | Oefeninterland                                      |                                                     |
| 61                                                  | 04.09.1999                                          | Faeröer – Estland                                   | 0 – 2                                               | EK-kwalificatie                                     |                                                     |
| 62                                                  | 08.09.1999                                          | Faeröer – Litouwen                                  | 0 – 1                                               | EK-kwalificatie                                     |                                                     |
| 63                                                  | 09.10.1999                                          | Tsjechië – Faeröer                                  | 2 – 0                                               | EK-kwalificatie                                     |                                                     |
| 64                                                  | 31.01.2000                                          | Faeröer – Finland                                   | 0 – 1                                               | Oefeninterland                                      |                                                     |
| 65                                                  | 04.02.2000                                          | Faeröer – IJsland                                   | 2 – 3                                               | Oefeninterland                                      |                                                     |
| 66                                                  | 26.04.2000                                          | Liechtenstein – Faeröer                             | 0 – 1                                               | Oefeninterland                                      |                                                     |
| 67                                                  | 16.08.2000                                          | Faeröer – Denemarken                                | 0 – 2                                               | Oefeninterland                                      |                                                     |
| 68                                                  | 03.09.2000                                          | Faeröer – Slovenië                                  | 2 – 2                                               | WK-kwalificatie                                     |                                                     |
| 69                                                  | 07.10.2000                                          | Zwitserland – Faeröer                               | 5 – 1                                               | WK-kwalificatie                                     |                                                     |
| 70                                                  | 31.01.2001                                          | Zweden – Faeröer                                    | 0 – 0                                               | Oefeninterland                                      |                                                     |
| 71                                                  | 24.03.2001                                          | Luxemburg – Faeröer                                 | 0 – 2                                               | WK-kwalificatie                                     |                                                     |
| 72                                                  | 28.03.2001                                          | Rusland – Faeröer                                   | 1 – 0                                               | WK-kwalificatie                                     |                                                     |
| 73                                                  | 02.06.2001                                          | Faeröer – Zwitserland                               | 0 – 1                                               | WK-kwalificatie                                     |                                                     |
| 74                                                  | 06.06.2001                                          | Faeröer – Joegoslavië                               | 0 – 6                                               | WK-kwalificatie                                     |                                                     |
| 75                                                  | 15.08.2001                                          | Joegoslavië – Faeröer                               | 2 – 0                                               | WK-kwalificatie                                     |                                                     |
| 76                                                  | 01.09.2001                                          | Faeröer – Luxemburg                                 | 1 – 0                                               | WK-kwalificatie                                     |                                                     |
| 77                                                  | 05.09.2001                                          | Faeröer – Rusland                                   | 0 – 3                                               | WK-kwalificatie                                     |                                                     |
| 78                                                  | 06.10.2001                                          | Slovenië – Faeröer                                  | 3 – 0                                               | WK-kwalificatie                                     |                                                     |

| Interlands Luxemburg onder leiding van Allan Simonsen | Interlands Luxemburg onder leiding van Allan Simonsen | Interlands Luxemburg onder leiding van Allan Simonsen | Interlands Luxemburg onder leiding van Allan Simonsen | Interlands Luxemburg onder leiding van Allan Simonsen | Interlands Luxemburg onder leiding van Allan Simonsen |
| №                                                     | Datum                                                 | Wedstrijd                                             | Uitslag                                               | Competitie                                            |                                                       |
| ----------------------------------------------------- | ----------------------------------------------------- | ----------------------------------------------------- | ----------------------------------------------------- | ----------------------------------------------------- | ----------------------------------------------------- |
| 1                                                     | 13.02.2002                                            | Luxemburg – Albanië                                   | 0 – 0                                                 | Oefeninterland                                        |                                                       |
| 2                                                     | 27.03.2002                                            | Luxemburg – Letland                                   | 0 – 3                                                 | Oefeninterland                                        |                                                       |
| 3                                                     | 17.04.2002                                            | Luxemburg – Liechtenstein                             | 3 – 3                                                 | Oefeninterland                                        |                                                       |
| 4                                                     | 21.08.2002                                            | Luxemburg – Marokko                                   | 0 – 2                                                 | Oefeninterland                                        |                                                       |
| 5                                                     | 05.09.2002                                            | Luxemburg – Israël                                    | 0 – 5                                                 | Oefeninterland                                        |                                                       |
| 6                                                     | 12.10.2002                                            | Denemarken – Luxemburg                                | 2 – 0                                                 | EK-kwalificatie                                       |                                                       |
| 7                                                     | 16.10.2002                                            | Luxemburg – Roemenië                                  | 0 – 7                                                 | EK-kwalificatie                                       |                                                       |
| 8                                                     | 20.11.2002                                            | Luxemburg – Kaapverdië                                | 0 – 0                                                 | Oefeninterland                                        |                                                       |
| 9                                                     | 29.03.2003                                            | Bosnië en Her. – Luxemburg                            | 2 – 0                                                 | EK-kwalificatie                                       |                                                       |
| 10                                                    | 02.04.2003                                            | Luxemburg – Noorwegen                                 | 0 – 2                                                 | EK-kwalificatie                                       |                                                       |
| 11                                                    | 30.04.2003                                            | Hongarije – Luxemburg                                 | 5 – 1                                                 | Oefeninterland                                        |                                                       |
| 12                                                    | 11.06.2003                                            | Luxemburg – Denemarken                                | 0 – 2                                                 | EK-kwalificatie                                       |                                                       |
| 13                                                    | 19.08.2003                                            | Luxemburg – Malta                                     | 1 – 1                                                 | Oefeninterland                                        |                                                       |
| 14                                                    | 06.09.2003                                            | Roemenië – Luxemburg                                  | 4 – 0                                                 | EK-kwalificatie                                       |                                                       |
| 15                                                    | 10.09.2003                                            | Luxemburg – Bosnië en Herz.                           | 0 – 1                                                 | EK-kwalificatie                                       |                                                       |
| 16                                                    | 11.10.2003                                            | Noorwegen – Luxemburg                                 | 1 – 0                                                 | EK-kwalificatie                                       |                                                       |
| 17                                                    | 20.11.2003                                            | Luxemburg – Moldavië                                  | 1 – 2                                                 | Oefeninterland                                        |                                                       |
| 18                                                    | 24.02.2004                                            | Faeröer – Luxemburg                                   | 4 – 2                                                 | Oefeninterland                                        |                                                       |
| 19                                                    | 31.03.2004                                            | Luxemburg – Bosnië en Herz.                           | 1 – 2                                                 | Oefeninterland                                        |                                                       |
| 20                                                    | 28.04.2004                                            | Oostenrijk – Luxemburg                                | 4 – 1                                                 | Oefeninterland                                        |                                                       |
| 21                                                    | 29.05.2004                                            | Portugal – Luxemburg                                  | 3 – 0                                                 | Oefeninterland                                        |                                                       |
| 22                                                    | 18.08.2004                                            | Slowakije – Luxemburg                                 | 3 – 1                                                 | WK-kwalificatie                                       |                                                       |
| 23                                                    | 04.09.2004                                            | Estland – Luxemburg                                   | 4 – 0                                                 | WK-kwalificatie                                       |                                                       |
| 24                                                    | 08.09.2004                                            | Luxemburg – Letland                                   | 3 – 4                                                 | WK-kwalificatie                                       |                                                       |
| 25                                                    | 09.10.2004                                            | Luxemburg – Rusland                                   | 0 – 4                                                 | WK-kwalificatie                                       |                                                       |
| 26                                                    | 13.10.2004                                            | Luxemburg – Liechtenstein                             | 0 – 4                                                 | WK-kwalificatie                                       |                                                       |
| 27                                                    | 17.11.2004                                            | Luxemburg – Portugal                                  | 0 – 5                                                 | WK-kwalificatie                                       |                                                       |